# Clusia hoffmannseggiana
Clusia hoffmannseggiana är en tvåhjärtbladig växtart som beskrevs av Schlecht.. Clusia hoffmannseggiana ingår i släktet Clusia och familjen Clusiaceae. Inga underarter finns listade i Catalogue of Life.